# اللذة في علم النكاح بالتمام والكمال (كتاب)

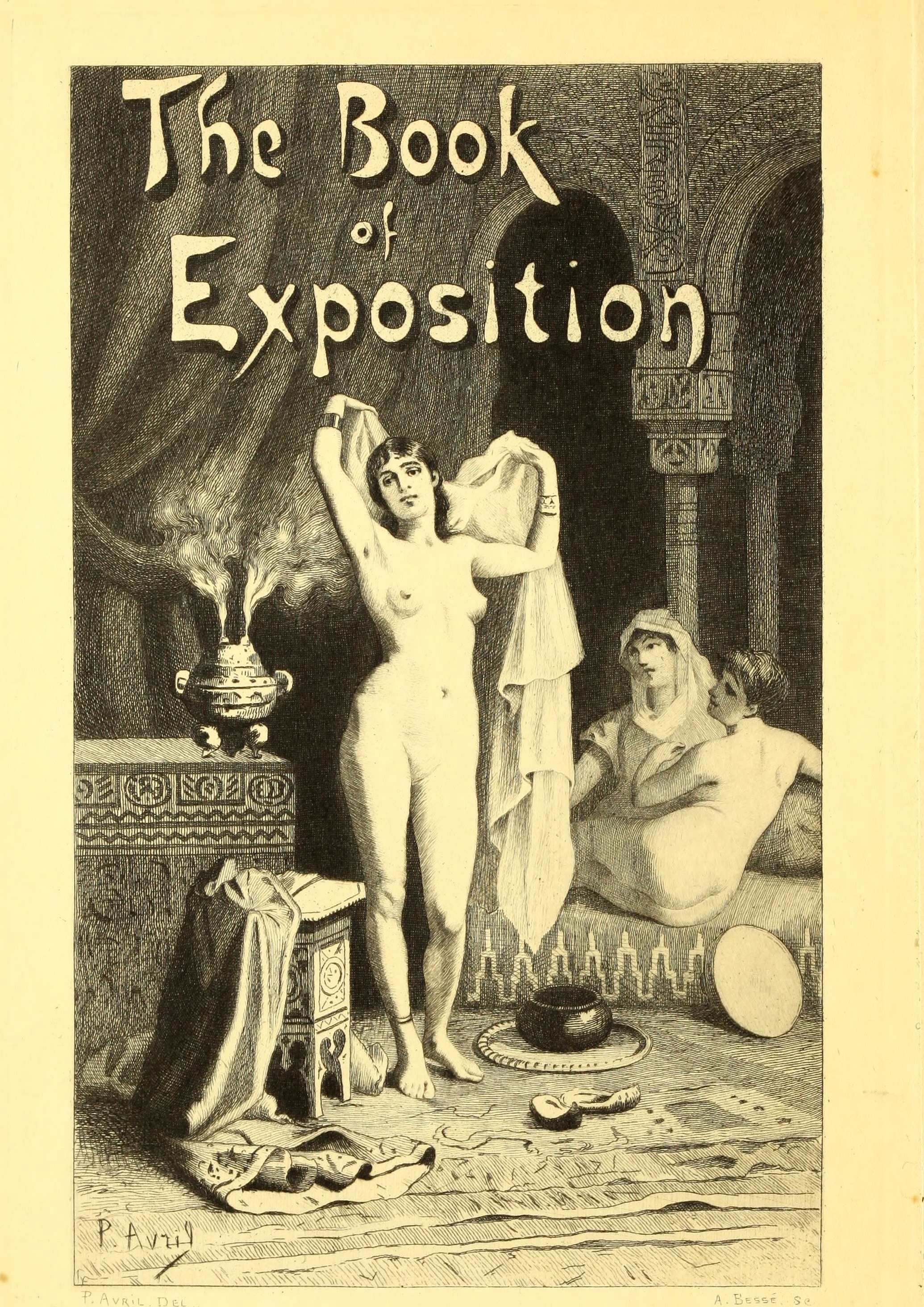
غلاف لإحدى نسخ الكتاب المترجمة للإنجليزية للمترجم أفريل عام 1896

كتاب اللذة في علم النكاح بالتمام والكمال هو عمل أدبي من القرن الخامس عشر ضمن الأدب العربي الإيروتيكي يُنسب إلى العالم المصري المسلم جلال الدين السيوطي. يتكون العمل من عشرين قصة قصيرة متفاوتة الطول تستكشف "الاختلاط والمحرمات الجنسية في ظل القيود المجتمعية للعالم العربي الإسلامي".

## محتويات الكتاب
ومن بين الروايات المميزة "التحول الغريب الذي يخيف المؤمن"، والذي يحكي عن رجل مُنح ثلاث أمنيات إلهية. وعند معرفة الرغبات، تحثه زوجته على استخدام واحدة لإطالة "عضوه الذكري"، ولكن يصبح قضيبه "مستقيمًا مثل العمود جامدًا ومنتصبًا بشكل دائم" عند تحقيق الرغبة، مما يثير استياء زوجته. ثم يتمنى الرجل أن تنعكس حالته ويختفي قضيبه، ثم يُجبر على استخدام رغبته الثالثة والأخيرة للعودة إلى طبيعته.
تشمل القصص الأخرى "المرأة التقية وما حدث لها من الخلف"، و"العالم الفاسق"، و"حارس الحمام الذي أعار زوجته"، و"السيدة والحلاق"، وغيرها من القصص.

## الترجمات والطبعات
ترجم الكتاب لأول مرة إلى اللغة الإنجليزية في عام 1886 تشارلز كارينجتون، ناشر الأدب الإيروتيكي البريطاني، والذي أطلق عليه اسم الزواج والحب والمرأة بين العرب.
يرجع الفضل في وع نواة الجهود الأولى لترجمة العمل 1896 إلى دار النشر العلمي، والتي وضعت مقدمة لمترجم معروف فقط باسم "البوهيمي الإنجليزي".
تضمنت طبعة 1896 أيضًا قسمًا بعنوان "النزوات"، بما في ذلك الشبقية القصيرة والملاحظات حولها،  بما في ذلك "ثقوب في الجدران"، و"ثمانية وأربعون وضعية مثيرة"، و"الرجل على ظهره"، و"ركوب المرأة" و"في شرعية الأرملة". كما تضمنت أيضًا مقالًا عام 1885 للسير ريتشارد فرانسيس بيرتون عن ممارسة الجنس مع المثليين من ترجمته "الليالي العربية".